# Len Killeen
Pas d'image ? Cliquez ici

a Compétitions nationales et continentales officielles uniquement.

Len Killeen, né le 19 novembre 1938 à Port Elizabeth et mort le 31 octobre 2011, est un ancien joueur de rugby à XIII sud-africain évoluant au poste d'ailier dans les années 1960 et 1970. Il a commencé sa carrière en Angleterre à St Helens RLFC avec lequel il remporte la coupe d'Angleterre en 1966. Il rejoint par la suite l'Australie et les Balmain Tigers remportant le championnat de Nouvelle-Galles du Sud en 1969 et termine sa carrière aux Penrith Panthers.

## Biographie
Pratiquant le rugby à XV et le basket-ball à Uitenhage en Afrique du Sud, il est repéré par un recruteur de St Helens, club de rugby à XIII anglais. Il rejoint St Helens en 1962 et participe avec son compatriote Tom van Vollenhoven au succès du club dans les années 1960 avec le doublé du Championnat d'Angleterre-Challenge Cup en 1966. En 1968, il prend la décision de rejoindre l'Australie et les Tigers de Balmain et y remporte le titre de Championnat de Nouvelle-Galles du Sud en 1969 au côté de Dave Bolton et clôt sa carrière sportive à Penrith.
Sa saison 1966 avec St Helens est l'une des saisons marquantes de sa carrière puisqu'il remporte cumulativement le titre de meilleur marqueur d'essais (32 essais), de buts (120 buts) et de points (336 points), ainsi que le titre de meilleur joueur de la finale, premier et seul Sud-africain à avoir remporté ce titre.
Il est distingué en étant nommé au temple de la renommée des clubs de St Helens et Balmain.

## Palmarès
- Collectif :
  - Vainqueur du Championnat de Nouvelle-Galles du Sud : 1969 (Balmain).
  - Vainqueur du Championnat d'Angleterre : 1966 (St Helens).
  - Vainqueur de la Challenge Cup : 1966 (St Helens).
  - Finaliste du Championnat d'Angleterre : 1963, 1965 et 1967 (St Helens).

- Individuel :
  - Élu meilleur joueur de la finale de la Challenge Cup : 1966 (St Helens).